# Wieża Għajn Żnuber
Wieża Għajn Żnuber (malt. Torri ta' Għajn Żnuber, ang. Għajn Żnuber Tower), znana też jako Wieża Ta’ Ciantar (malt. Torri ta’ Ciantar, ang. Ta’ Ciantar Tower) – budowla na terenie rolniczym, w granicach miasta Mellieħa na Malcie. Zbudowana została prawdopodobnie w XIX wieku jako budynek farmerski lub domek myśliwski, a później służyła jako posterunek służb zwalczających przemyt i nadbrzeżna wieża obserwacyjna. W roku 2012, po zawaleniu się jego części, budynek został odrestaurowany i służy teraz jako centrum dla zwiedzających Majjistral Nature and History Park.

## Historia

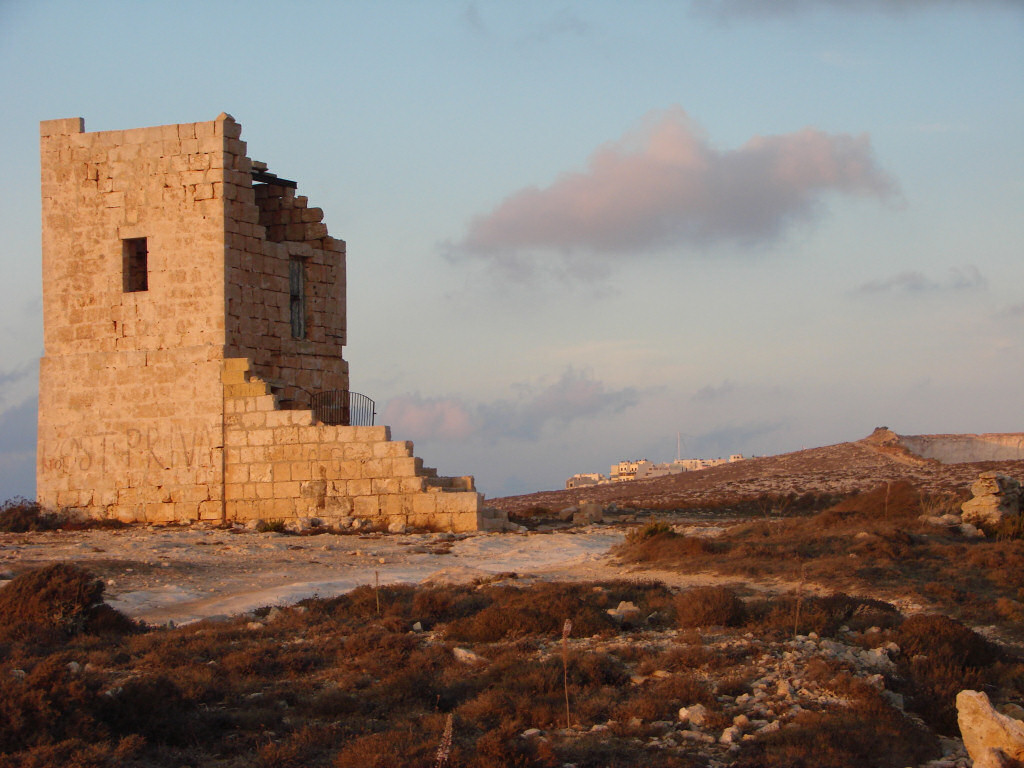
Wieża Għajn Żnuber w roku 2007, przed odrestaurowaniem

Dokładna data budowy oraz pierwotne przeznaczenie wieży Għajn Żnuber nie jest znane. Mówiło się, że budowla była wieżą strażniczą lokalnej milicji, zbudowaną przez Università (lokalną radę mieszkańców), gdy Malta była pod rządami Rycerzy św. Jana, lecz jej lokalizacja nie jest ujęta na żadnej z list wież strażniczych, a i budowla nie wygląda na postawioną w celach obronnych.
Dziś raczej przeważa opinia, że wieża była używana do celów gospodarskich lub jako domek myśliwski, zbudowany kiedyś w XIX wieku. Budowla została obszernie zmodyfikowana przed rokiem 1902.
Wiadomo, że w XIX wieku wieża była używana jako posterunek straży zwalczającej przemyt. Podczas II wojny światowej Northern Infantry Brigade wykorzystywała budynek jako punkt obserwacyjny. Po wojnie budynek został opuszczony, popadł w zaniedbanie i był niszczony przez wandali.

## Odnowienie budowli
W roku 2007 utworzony został Majjistral Nature and History Park, i wieżyczka znalazła się w jego granicach. W tym czasie budynek był w ruinie, z częściowo zawalonym dachem.
Od roku 2009 rząd Malty czynił próby przejęcia budynku od jego właściciela, a NGO Din l-Art Ħelwa zbierała fundusze w celu odrestaurowania wieży i przekształcenia jej w centrum dla odwiedzających.
Fondazzjoni Wirt Artna również apelowała o odnowienie budowli.
Wieżyczka została w końcu odnowiona przez jednostkę rządową w roku 2012. W trakcie odnawiania cała południowa fasada została rozebrana, a następnie odbudowana, a betonowe schody zburzone i zastąpione przez wapienne.

## Konstrukcja wieży
Wieża Għajn Żnuber zbudowana jest z wapiennych bloczków, jest wysoka na dwie kondygnacje i posiada cienkie ściany. W południowej fasadzie, na parterze, znajduje się wejście; są tam też schody wiodące na piętro.